# Dim Tooran
Dim Tooran (persiska: ديمطوران, ديمطُرون, Dīmţūrān) är en ort i Iran.   Den ligger i provinsen Mazandaran, i den norra delen av landet, 180 km nordost om huvudstaden Teheran. Dim Tooran ligger 23 meter över havet och antalet invånare är 255.
Terrängen runt Dim Tooran är platt. Runt Dim Tooran är det ganska tätbefolkat, med 111 invånare per kvadratkilometer. Närmaste större samhälle är Sari, 3,5 km söder om Dim Tooran. Trakten runt Dim Tooran består till största delen av jordbruksmark.